# Hermannia schusteri
Hermannia schusteri är en kvalsterart som beskrevs av Woas 1981. Hermannia schusteri ingår i släktet Hermannia och familjen Hermanniidae. Inga underarter finns listade i Catalogue of Life.